# Gualta
Gualta ist eine Gemeinde in der autonomen Region Katalonien in Spanien in der Provinz Girona mit 419 Einwohnern (Stand: 2024). Zur Gemeinde gehört neben dem Hauptort Gualta die Ortschaft Mas de le Mirones.

## Lage
Gualta liegt etwa 30 Kilometer ostnordöstlich von Girona und etwa 115 Kilometer nordöstlich von Barcelona nahe der Costa Brava in einer Höhe von ca. 15 m. Der Ter begrenzt die Gemeinde im Norden.

## Bevölkerungsentwicklung
| Jahr      | 1970 | 1981 | 1991 | 2001 | 2011 | 2021 |
| Einwohner | 398  | 313  | 267  | 311  | 396  | 425  |

## Sehenswürdigkeiten

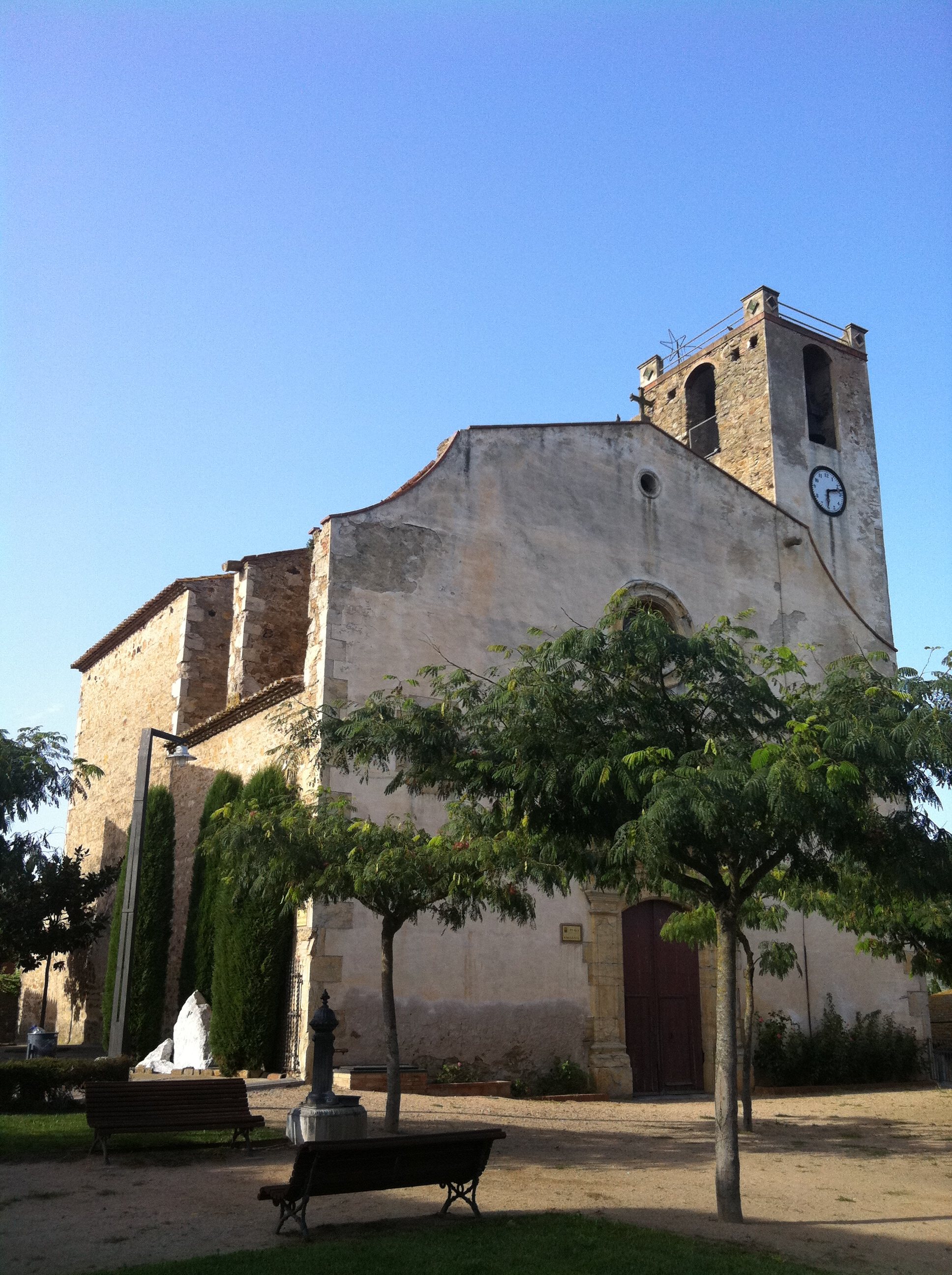
Marienkirche
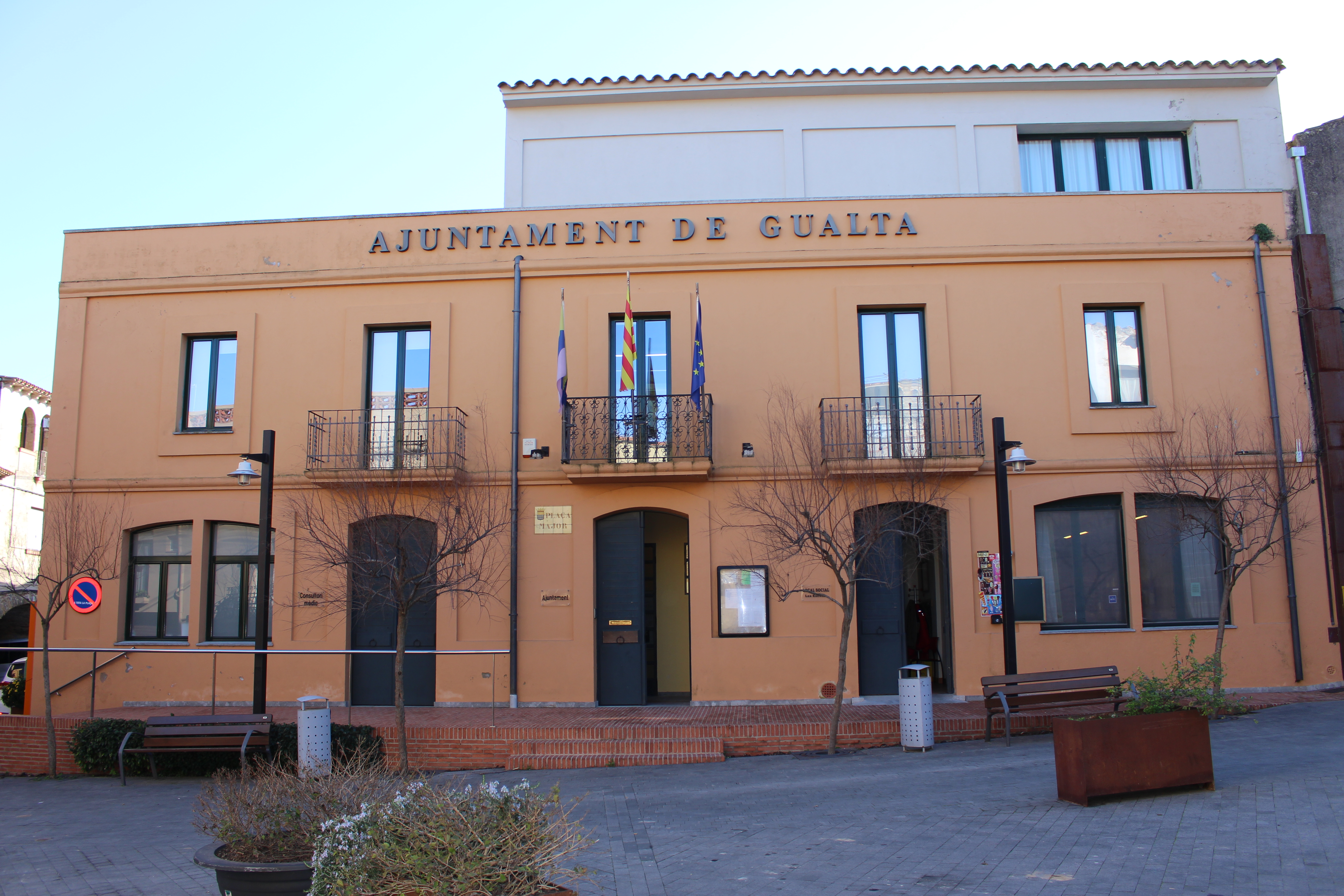
Rathaus

- Marienkirche
- Rathaus